# Петра Келлі

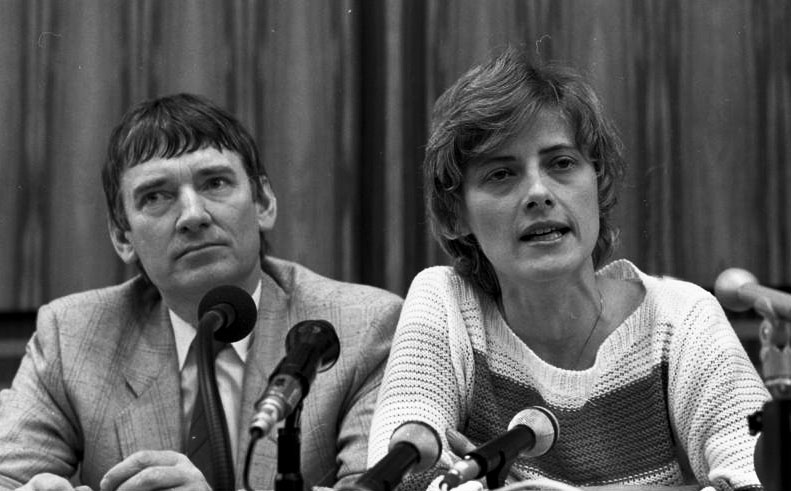
Петра Келлі та Отто Шілі після федеральних виборів у Західній Німеччині 1983 року

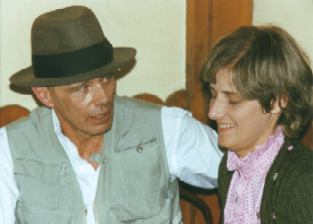
Петра Келлі з Йозефом Бойсом

Петра Карін Леманн, пізніше Келлі (29 листопада 1947 р. — прибл. 1 жовтня 1992) — німецька політикиня, екофеміністка та есеїстка. Співзасновниця Німецької партії зелених, першої партії зелених, яка стала відомою як на національному рівні в Німеччині, так і в усьому світі. У 1982 році нагороджена премією За правильний спосіб життя за «вироблення та реалізацію нового бачення, яке об'єднує екологічні проблеми з роззброєнням, соціальною справедливістю та правами людини».

## Ранні роки та освіта
Петра Карін Леманн народилася в Гюнцбурзі, Баварія (тоді американська зона окупації, Німеччина), у 1947 році. Вона змінила прізвище на Келлі після того, як її мати одружилася з Джоном Е. Келлі, офіцером армії США. Здобула освіту в римо-католицькому монастирі в Гюнцбурзі, а пізніше відвідувала школу в Джорджії та Вірджинії після того, як її родина переїхала до США у 1959 році. Вона жила і навчалася в США до свого повернення до Західної Німеччини в 1970 році.[джерело?] Вона зберігала своє громадянство Федеративної республіки Німеччини протягом усього життя.
Петра Келлі захоплювався Мартіном Лютером Кінгом-молодшим і брала участь у кампанії за Роберта Ф. Кеннеді та Губерта Хамфрі на виборах у США 1968 року. Вона вивчала політологію в Школі міжнародної служби при Американському університеті (Вашингтон, округ Колумбія), яку закінчила в 1970 році зі ступенем бакалаврки. Вона також закінчила Європейський інститут Амстердамського університету в 1971 році зі ступенем магістерки.

## Кар'єра
Працюючи в Європейській комісії (Брюссель, Бельгія, 1971–83), Петра Келлі брала участь у численних мирних і екологічних кампаніях у Німеччині та інших країнах.
Після двох років роботи в Європейській комісії вона перейшла на адміністративну посаду в Економічно-соціальний комітет, де відстоювала права жінок.

### Німецька партія зелених
Петра Келлі була однією із засновниць Die Grünen, німецької партії зелених у 1979 році. У 1983 році вона була обрана до Бундестагу за виборчим списком як депутатка Бундестагу від Баварії. Згодом вона була переобрана в 1987 році з більшою часткою голосів.
У 1981 році Келлі брала участь у протесті 400 000 людей у Бонні проти ядерної зброї. У 1982 році Герхард Шредер описав внесок у Die Zeit для книги Prinzip Leben, редагованої Петрою Келлі та Джо Лейнен, у якій обговорювалися екологічні проблеми та можлива ядерна війна.
Того ж року Келлі отримала нагороду За правильний спосіб життя «…за створення та реалізацію нового бачення, яке поєднує екологічні проблеми з роззброєнням, соціальною справедливістю та правами людини».
12 травня 1983 року Петра Келлі, Ґерт Бастіан і троє інших членів Зеленого Бундестагу розгорнули на площі Александерплац у Східному Берліні банер із написом «Зелені — мечі до орала». Після короткого арешту вони зустрілися з опозиційними партіями Східної Німеччини. Влада Східної Німеччини терпіла це, оскільки західнонімецькі Зелені відкинули рішення НАТО про подвійне рішення. У жовтні 1983 року Еріх Хонеккер, лідер Німецької Демократичної Республіки, зустрівся з Петрою Келлі, Гертом Бастіаном та іншими зеленими. Келлі одягла пуловер із написом «Мечі до орала». Вона вимагала звільнення всіх в'язнів східнонімецького руху за мир і запитувала Хонеккера, чому він репресував у НДР те, що підтримував на Заході.
У 1984 році Петра Келлі написала книгу «Боротьба за надію», опубліковану South End Press. Книга є настійним закликом до світу, вільного від насильства між Північчю та Півднем, чоловіками та жінками, нами самими та нашим оточенням.
В останні роки Келлі дедалі більше віддалялася від більшості своїх колег по партії через прагматичний поворот Зелених, у той час як вона продовжувала виступати проти будь-якого альянсу з традиційними політичними партіями.

## Смерть
19 жовтня 1992 року розкладені тіла Келлі та її партнера, колишнього генерала та політика Зелених Герта Бастіана (1923 р.н.), були виявлені в спальні її будинку в Бонні поліцейськими. Перед цим їм подзвонили дружини Бастіана і бабуся Келлі, які повідомили, що вони не отримували жодних повідомлень ні від Бастіана, ні від Келлі протягом кількох тижнів. Поліція встановила, що Бастіан застрелив Келлі, коли вона спала, а потім убив себе. Їй було 44, йому 69. Востаннє хтось чув про пару 30 вересня 1992 року, коли Келлі надіслала посилку своїй бабусі. За оцінками поліції, смерть, швидше за все, сталася 1 жовтня, але точний час смерті не вдалося встановити через затримку з пошуком тіл і їх стан.
Петра Келлі похована на Вальдфрідгофі (лісовому кладовищі) у Вюрцбурзі, поблизу села Гайдінгсфельд у Нижній Франконії, Баварія.

## Нагороди
- 1982: Нагорода за правильний спосіб життя
- У 2006 році Келлі посідає 45-те місце в списку вчених, активістів, письменників, економістів і натуралістів, які найбільше зробили для збереження планети, складеному Агентством охорони довкілля Великої Британії.[22]

## Праці
- Kelly, Petra K. Thinking Green! Essays on Environmentalism, Feminism, and Nonviolence, Parallax Press, Berkeley, California, 1994 (ISBN 0-938077-62-7)
- Kelly, Petra K. Nonviolence Speaks to Power, online book, almost complete text (also, out of print, published by Matsunaga Institute for Peace, University of Hawaii, 1992, ISBN 1-880309-05-X)

## Образи в мистецтві
- Щастя — це гарячий пістолет, фільм Томаса Імбаха, 2001.[23]
- Петра, роман Шаєни Ламберт 2020 року.[24]